# Lisdexamfetamin
Mall:Läkemedelsdata
Lisdexamfetamin är ett centralstimulerande preparat som används vid behandling av adhd. I Sverige marknadsförs det under namnet Elvanse. Ämnet är narkotikaklassat och är en så kallad prodrug som omvandlas i kroppen till det verksamma ämnet dexamfetamin.

## Medicinsk användning
Lisdexamfetamin används som en del av ett behandlingsprogram vid adhd hos barn, ungdomar och vuxna.  
Det godkändes ursprungligen för barn och ungdomar samt för ungdomar som fortsatte behandlingen i vuxen ålder. Sedan mars 2015 är det även godkänt för nyinsättning hos vuxna.

## Farmakologi
Lisdexamfetamin består av ett amfetaminsalt bundet till aminosyran lysin. Ämnet är farmakologiskt inaktivt tills det i röda blodkroppar hydrolyseras till lysin och det aktiva ämnet dexamfetamin.  
Frisättningen av dexamfetamin sker successivt, vilket gör att en morgondos ger effekt under större delen av dagen.

## Biverkningar
Vanliga biverkningar är aptitlöshet, sömnstörningar, muntorrhet och huvudvärk.  
Allvarliga biverkningar, som hjärt-kärlpåverkan eller psykiatriska symtom, är ovanliga men kan förekomma.

## Rättslig status
Lisdexamfetamin är narkotikaklassat i Sverige och ingår i förteckning II enligt Läkemedelsverket. Det omfattas även av internationella konventioner för kontroll av psykostimulantia.

## Varunamn
I Sverige marknadsförs lisdexamfetamin som Elvanse. I andra länder förekommer namn som Vyvanse och Tyvense.